# Конья (ил)
Конья (тур. Konya) — ил в центральной части Турции.

## География
Ил Конья граничит с илами: Эскишехир и Афьонкарахисар на северо-западе, Ыспарта на западе, Анталья, Караман и Мерсин на юге, Нигде и Аксарай на востоке, Анкара на севере.
Это крупнейший по площади ил страны.
Анатолийское плоскогорье: Плато Обрук, Ликаонская равнина (плато Конья) — сухие степи и полупустыни на серых и бурых почвах.
Озёра Туз, Акшехир, Бейшехир, Сугла, Батаклык.
В районе города Каратай в провинции Конья находится крупнейшая (на 2016 год) солнечная электростанция Турции — Кызорен (Kızören), общей мощностью 22,5 МВт, построенная на территории в 43 га.
В провинции Конья находится эпипалеолитическое поселение Пинарбаши (Pinarbaşi). В 9 км от Чатал-Хююка находится неолитическое поселение Бонджуклу (tr:Boncuklu Höyük), датируемое возрастом 10300—9500 лет.

## Население
Население — 2 192 166 жителей по переписи 2009 года, 2412 тыс. по оценке 2007 года.
Крупнейшие города — Конья (742 тыс. жителей в 2000 году), Акшехир, Бейшехир, Ильгын, Карапынар, Кулу, Саители, Сейдишехир, Чумра, Эрегли.

## Административное деление
Ил Конья делится на 31 район, 3 из которых являются районами города Конья:
1. Ахырлы (Ahırlı)
2. Акёрен (Akören)
3. Акшехир (Akşehir)
4. Алтынекин (Altınekin)
5. Бейшехир (Beyşehir)
6. Бозкыр (Bozkır)
7. Челтик (Çeltik)
8. Джиханбейли (Cihanbeyli)
9. Чумра (Çumra)
10. Дербент (Derbent)
11. Деребуджак (Derebucak)
12. Доганхисар (Doğanhisar)
13. Эмиргази (Emirgazi)
14. Эрегли (Ereğli)
15. Гюнейсыныр (Güneysınır)
16. Хадым[англ.] (Hadim)
17. Халкапынар (Halkapınar)
18. Хююк (Hüyük)
19. Ылгын (Ilgın)
20. Кадынханы (Kadınhanı)
21. Карапынар (Karapınar)
22. Каратай (Karatay)
23. Кулу (Kulu)
24. Мерам (Meram)
25. Сарайоню (Sarayönü)
26. Сельчуклу (Selçuklu)
27. Сейдишехир (Seydişehir)
28. Ташкент (Taşkent)
29. Тузлукчу (Tuzlukçu)
30. Ялыхююк (Yalıhüyük)
31. Юнак (Yunak)

## Палеогенетика
Мехмет Сомель из Технического университета Ближнего Востока в Анкаре и его коллеги секвенировали ДНК древних жителей Бонджуклу (Boncuklu), живших 10,5 тыс. лет назад, которая оказалась похожа на ДНК охотников-собирателей этого же времени в Европе (в том числе на геном знаменитого альпийского ледяного человека Эци) и фермеров из другого анатолийского местечка Тепеджик-Чифтлик (Tepecik-Çiftlik), живших примерно 6 тыс. лет назад. У образцов из Бонджуклу, датируемых возрастом 8300—7800 лет до нашей эры, определили Y-хромосомные гаплогруппы C и  G2a2b2b и митохондриальные гаплогруппы K1a, N1a1a1 (n=2), U3.